# رتبه‌بندی WTA

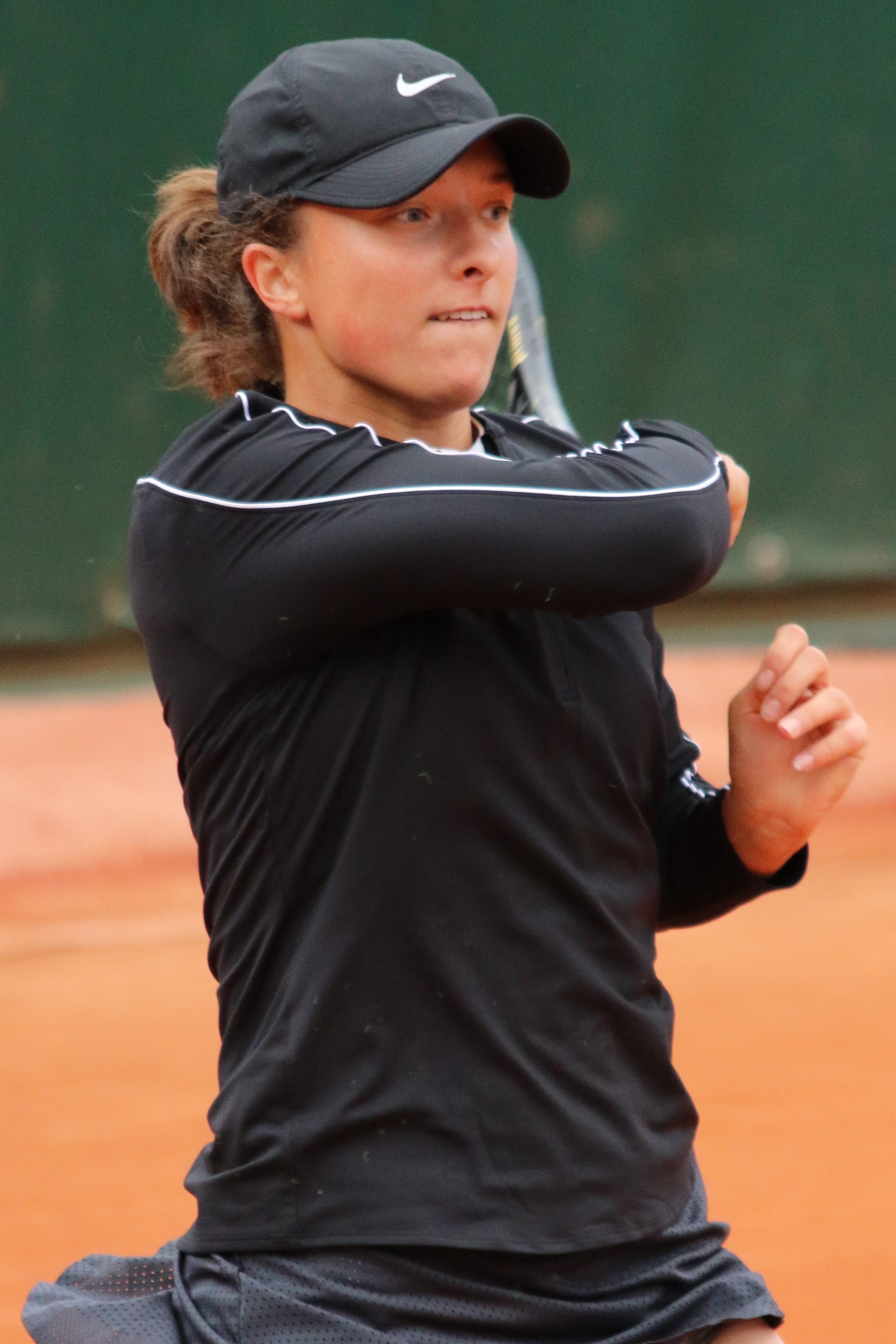
ایگا شفیونتک، شماره ۱ انفرادی زنان.

رده بندی WTA رتبه بندی‌های تعریف شده توسط انجمن تنیس زنان است که در نوامبر ۱۹۷۵ معرفی شد.رایانه ای که رتبه را محاسبه میکند مدوسا نام دارد ایگا سویاتک در حال حاضر شماره یک جهان در انفرادی زنان است.

## روش رتبه بندی
رتبه بندی WTA بر اساس یک سیستم تجمعی 52 هفته ای است. رتبه یک بازیکن با نتایج او در حداکثر 18 تورنمنت (یا 19 در صورت شرکت در فینال WTA) برای مسابقات یک نفره و 12 تورنمنت برای مسابقات دو نفره  تعیین می شود. امتیازات بر اساس میزان پیشرفت بازیکن در یک تورنمنت تعلق می گیرد. مبنای محاسبه رتبه یک بازیکن، تورنمنت هایی هستند که بالاترین امتیاز را در طول دوره 52 هفته ای دارند. برای مسابقات تک نفره ، این دوره باید شامل موارد زیر باشد:
- چهار گرند اسلم
- شش مسابقه WTA 1000 اجباری ترکیبی / مجازی ترکیبی
- یک تورنمنت اجباری WTA 1000 (فقط WTA).
- هفت نتیجه برتر مسابقات WTA 1000 Mandatory، WTA 500، WTA 250، و WTA 125 و رویدادهای ITF W15+
- حضور بازیکن در فینال مسابقات WTA  به عنوان یک امتیاز در تورنمنت ها محاسبه میشه.

برای مسابقات دونفره، از بهترین نتایج 12 تورنمنت در تمام سطوح مسابقات استفاده می شود. برخلاف مسابقات تک‌ نفره‌ها، شرایط خاصی در سطح تورنمنت های دو نفره وجود ندارد و فینال‌های WTA به عنوان جایزه تورنمنت محاسبه نمیشه، در عوض یکی از اون 12 مورد محاسبه می شود.

تا سال 2016، WTA همچنین امتیازات رنکینگ را فقط برای بازیکنان تک نفره که در بازی‌های المپیک تابستانی شرکت کردند توزیع می‌کرد. با این حال، از آن زمان این کار متوقف شده است.
برای حضور در رنکینگ WTA، بازیکنان باید امتیاز رنکینگ را در حداقل سه تورنمنت یا حداقل 10 امتیاز رنکینگ در تورنمنت های  تک نفره یا 10 امتیاز رنکینگ تورنمنت های دو نفره در یک یا چند تورنمنت کسب بکنند.

## بازکنان رتبه یک تاریخ
در زیر لیست بازیکنانی است که از زمان شروع WTA در رتبه یک رنکینگ قرار گرقتن از تاریخ 3 نوامبر 1975 به بعد .

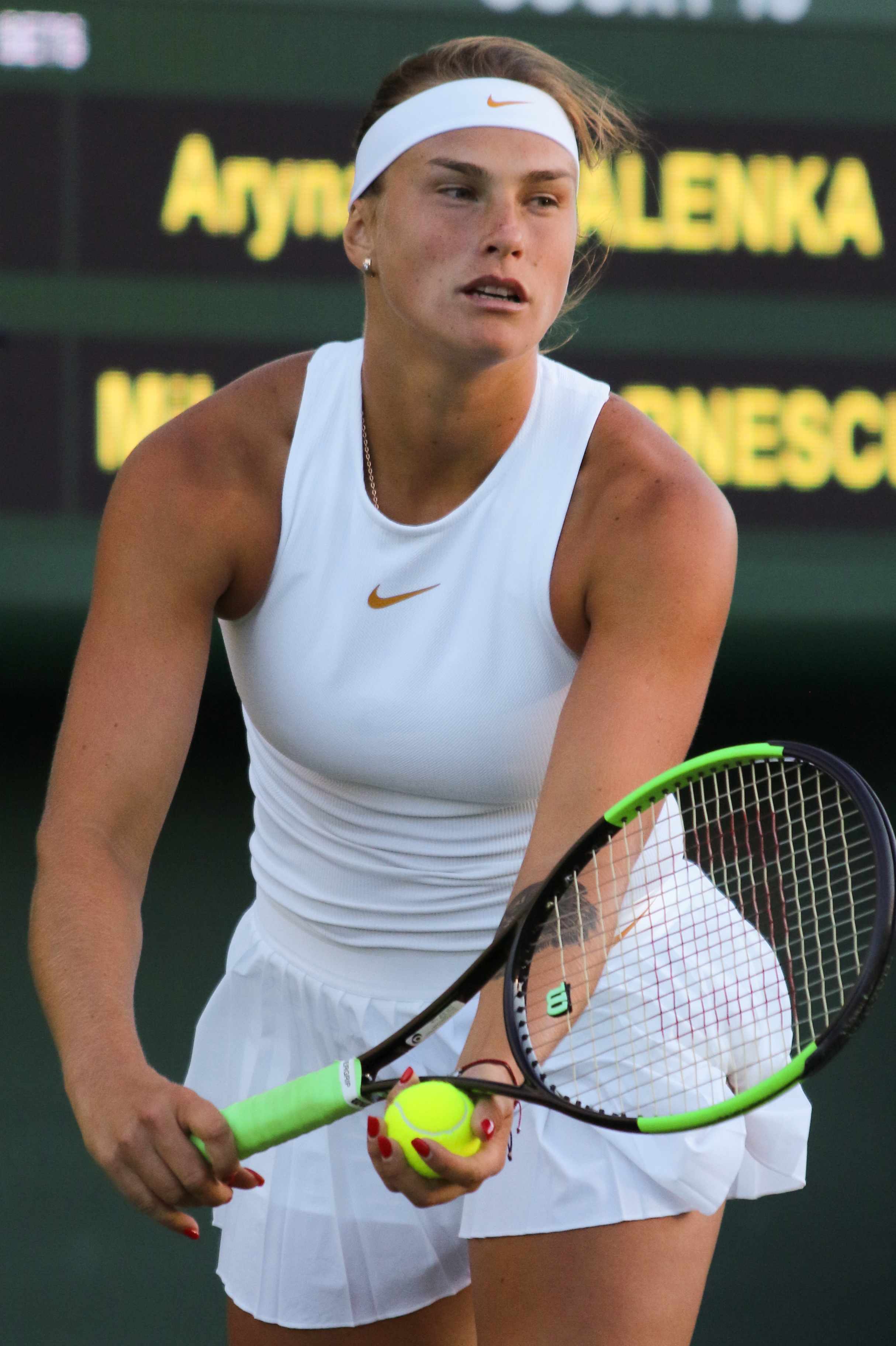
آرینا سابالنکا، شماره ۲ انفرادی زنان.

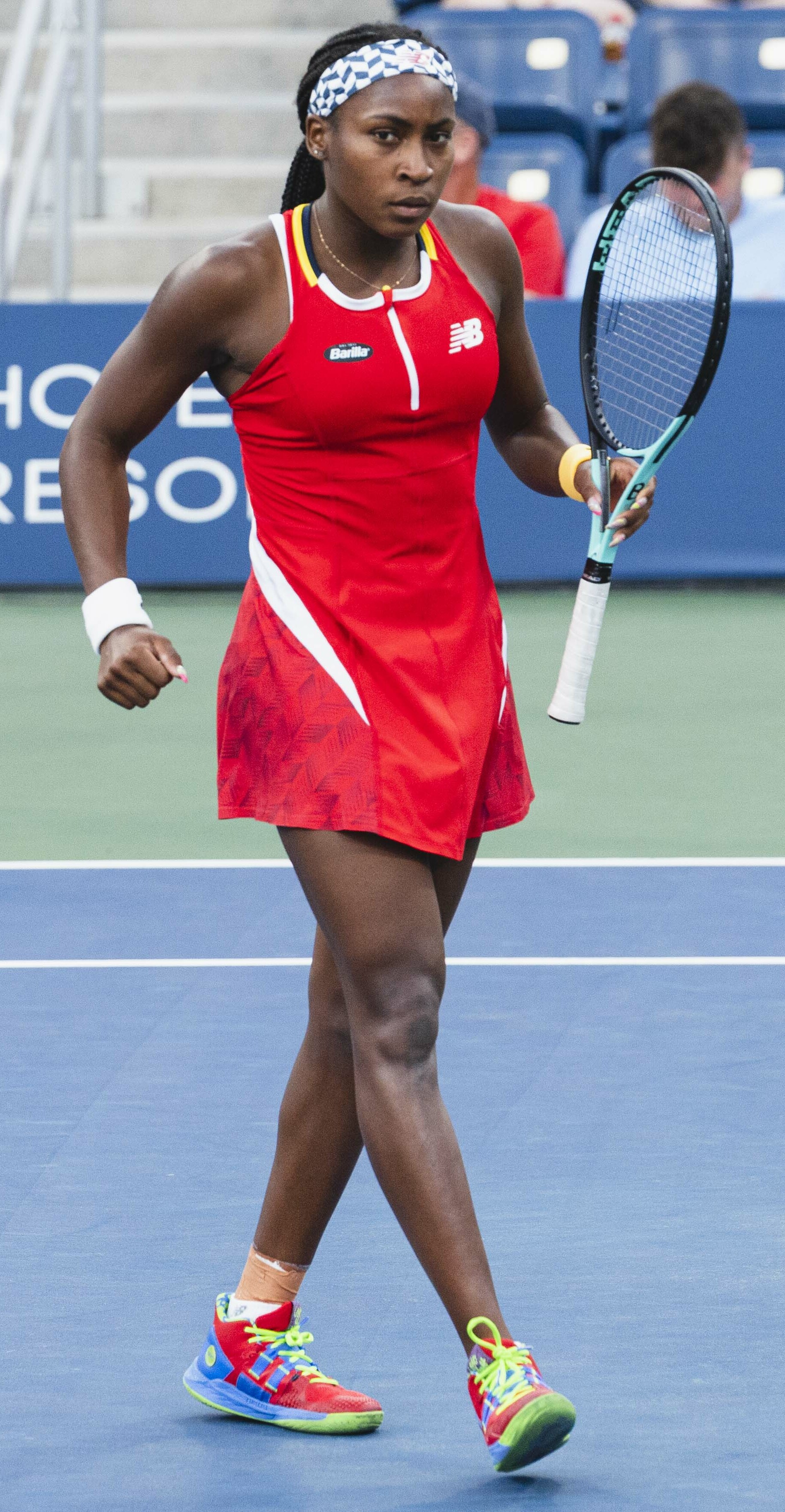
کوری گوف، شماره ۳ انفرادی زنان.

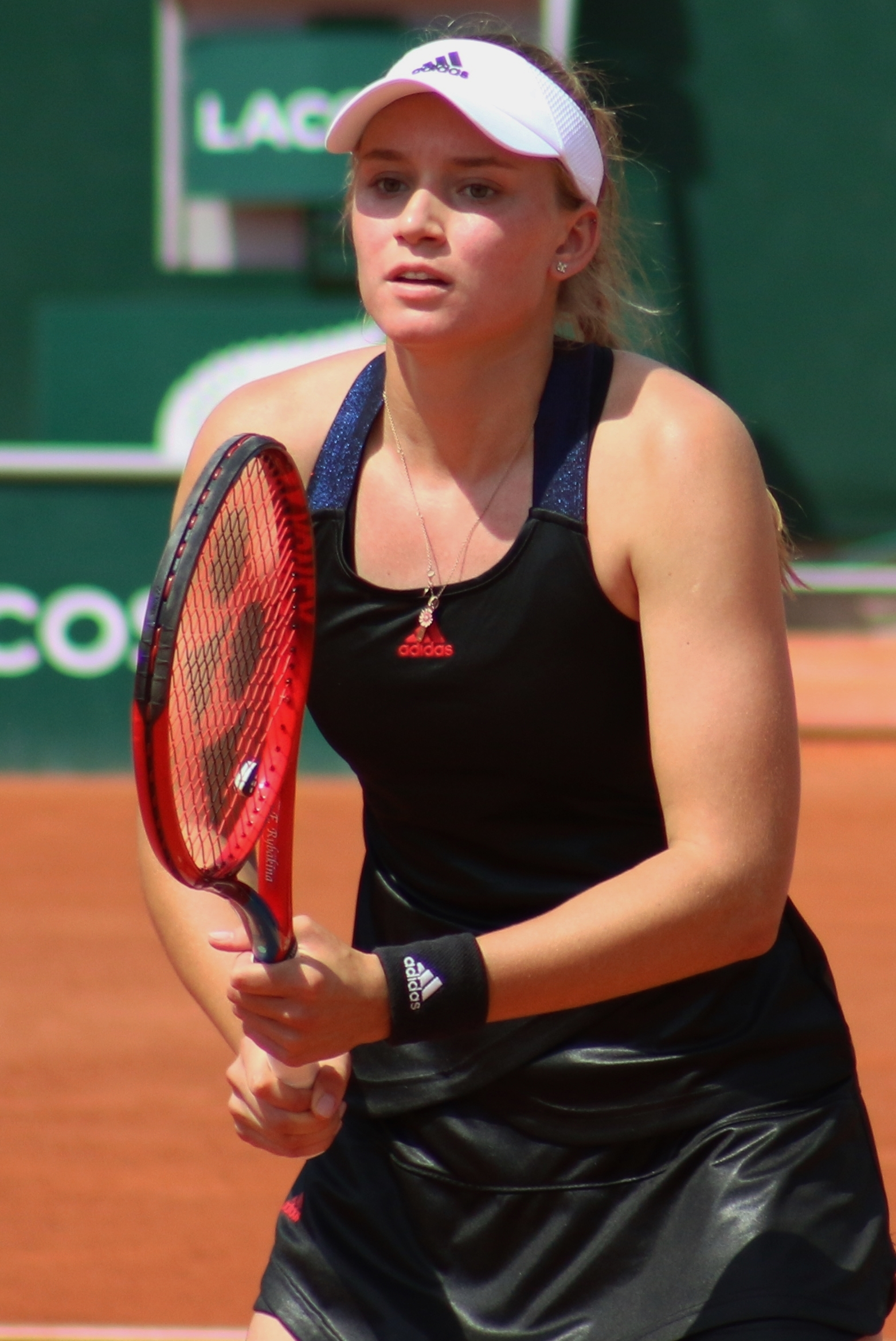
النا ریباکینا، شماره ۴ انفرادی زنان.

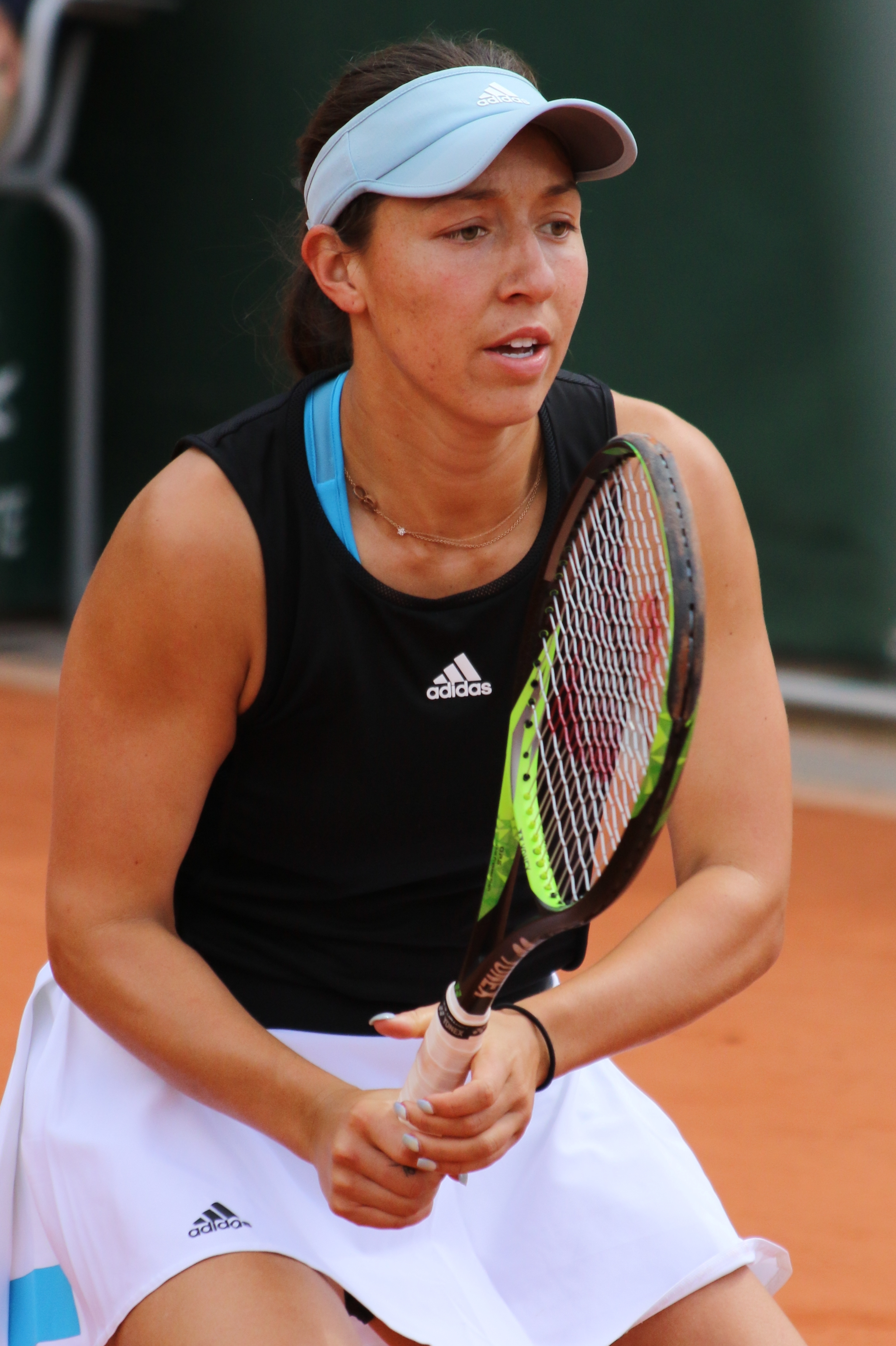
جسیکا پگولا، شماره ۵ انفرادی زنان.

| No. | Player                  | Date reached    | Total weeks |
| --- | ----------------------- | --------------- | ----------- |
| ۱   | Chris Evert             | ۳ نوامبر ۱۹۷۵   | ۲۶۰         |
| ۲   | Evonne Goolagong Cawley | ۲۶ آوریل ۱۹۷۶   | ۲           |
| ۳   | / Martina Navratilova   | Jul 10, 1978    | ۳۳۲         |
| ۴   | Tracy Austin            | ۷ آوریل ۱۹۸۰    | ۲۱          |
| ۵   | Steffi Graf             | ۱۷ اوت ۱۹۸۷     | ۳۷۷         |
| ۶   | / Monica Seles          | ۱۱ مارس ۱۹۹۱    | ۱۷۸         |
| ۷   | Arantxa Sánchez Vicario | ۶ فوریه ۱۹۹۵    | ۱۲          |
| ۸   | Martina Hingis          | ۳۱ مارس ۱۹۹۷    | ۲۰۹         |
| ۹   | Lindsay Davenport       | ۱۲ اکتبر ۱۹۹۸   | ۹۸          |
| ۱۰  | Jennifer Capriati       | ۱۵ اکتبر ۲۰۰۱   | ۱۷          |
| ۱۱  | Venus Williams          | ۲۵ فوریه ۲۰۰۲   | ۱۱          |
| ۱۲  | Serena Williams         | Jul 8, 2002     | ۳۱۹         |
| ۱۳  | Kim Clijsters           | ۱۱ اوت ۲۰۰۳     | ۲۰          |
| ۱۴  | Justine Henin           | ۲۰ اکتبر ۲۰۰۳   | ۱۱۷         |
| ۱۵  | Amélie Mauresmo         | ۱۳ سپتامبر ۲۰۰۴ | ۳۹          |
| ۱۶  | Maria Sharapova         | ۲۲ اوت ۲۰۰۵     | ۲۱          |
| ۱۷  | Ana Ivanovic            | ۹ ژوئن ۲۰۰۸     | ۱۲          |
| ۱۸  | Jelena Janković         | ۱۱ اوت ۲۰۰۸     | ۱۸          |
| ۱۹  | Dinara Safina           | ۲۰ آوریل ۲۰۰۹   | ۲۶          |
| ۲۰  | Caroline Wozniacki      | ۱۱ اکتبر ۲۰۱۰   | ۷۱          |
| ۲۱  | Victoria Azarenka       | ۳۰ ژانویه ۲۰۱۲  | ۵۱          |
| ۲۲  | Angelique Kerber        | ۱۲ سپتامبر ۲۰۱۶ | ۳۴          |
| ۲۳  | Karolína Plíšková       | ۱۷ ژوئیه ۲۰۱۷   | ۸           |
| ۲۴  | Garbiñe Muguruza        | ۱۱ سپتامبر ۲۰۱۷ | ۴           |
| ۲۵  | Simona Halep            | ۹ اکتبر ۲۰۱۷    | ۶۴          |
| ۲۶  | Naomi Osaka             | ۲۸ ژانویه ۲۰۱۹  | ۲۵          |
| ۲۷  | Ashleigh Barty          | ۲۴ ژوئن ۲۰۱۹    | ۱۲۱         |
| ۲۸  | Iga Świątek             | ۴ آوریل ۲۰۲۲    | ۱۴۶         |
| ۲۹  | Aryna Sabalenka         | ۱۱ سپتامبر ۲۰۲۳ | ۸           |

| Current tennis rankings | Current tennis rankings |